# Oração da Cabra Preta Milagrosa
A Oração da Cabra Preta Milagrosa é um conhecido ritual de magia, presente em algumas versões mais recentes do Livro de São Cipriano. A obra, assaz famosa no Brasil e em Portugal, é popularmente atribuída a São Cipriano, o bruxo de Antioquia, personalidade de origem obscura distinta de São Cipriano de Cartago. Segundo as lendas que se lhe atribuem, Cipriano foi um famoso feiticeiro de sua época que, antes de convertido ao cristianismo, teria registrado naquele grimório todo seu conhecimento em magia negra. Embora não existam relatos da real existência do autor do livro, cuja primeira edição conhecida foi somente impressa em 1849, séculos após a data de sua suposta morte, a obra segue popular entre diversas parcelas da população brasileira e portuguesa.
O ritual, consubstanciado na oração, se dirige a Caifás, Ferrabrás, Satanás e o Maioral do Inferno, indicando, de pronto, sua ligação com rituais populares de magia negra. Faz-se, igualmente, menção à Cabra Preta milagrosa, sendo a cabra um animal que a tradição popular portuguesa e brasileira julga malfazejo, mesmo demoníaco. Não obstante da leitura da oração se possa inferir tratar-se de uma feitiçaria amorosa, a prece é comumente usada para outros fins, tais como a saúde, vinganças ou mesmo para se vencer no jogo do bicho.
A dita oração não poderia ter sido escrita por São Cipriano, que viveu no século II por citar a personagem Ferrabrás (provavelmente por motivo de rima), cujo nome incomum só veio a ser conhecido posteriormente em canção de gesta medieval. A oração da cabra preta milagrosa provavelmente é uma variação do feitiço de amor usando "cinco pregos
tirados d'um caixão de defunto" publicado em edições do livro de São Cipriano no final do século XIX.
No Brasil, a prece é frequentemente utilizada por adeptos de religiões que se utilizam de magia negra. Dentre estes últimos a utilização é extremamente recorrente, tendo a oração já se incorporado a inúmeros rituais, para os mais variados fins.